# Sawkino (obwód nowosybirski)
Sawkino (ros. Савкино) – wieś (sieło) w Rosji, w obwodzie nowosybirskim, w rejonie bagańskim. W 2021 liczyła 846 mieszkańców.